# Gondor
Gondor è un regno di Arda, l'universo immaginario fantasy creato dallo scrittore inglese J. R. R. Tolkien.
Insieme ad Arnor, è uno dei regni in esilio degli Uomini di Númenor nella Terra di Mezzo.

## Storia
Come Arnor nel nord, Gondor è un regno degli Uomini, fondato da Isildur e Anárion, i figli di Elendil, dopo la caduta di Númenor. Esso è posto al sud della Terra di Mezzo settentrionale, nelle foci dell'Anduin e ad ovest di Mordor.
Il nome significa "terra della pietra", dalla parola Sindarin gond "pietra" e (n)dor "paese, terra", ed è chiamato così a causa dell'Ered Nimrais e delle altre catene montuose che vi si trovano, oltre alle numerose città Dunedain come Osgiliath.

### La fondazione
Prima della caduta di Númenor, la regione di Gondor era abitata da numerosi Númenóreani immigrati dagli insediamenti Dunedain lungo la costa, che lentamente si spinsero sempre più all'interno, e si mescolarono con gli Uomini indigeni, se questi erano amichevoli, o li cacciarono, confinandoli in luoghi come il Dunland. Gondor, che durante gli anni del colonialismo era chiamato semplicemente Entroterra di Belfalas o di Pelargir, era più fertile di Arnor, a causa della valle dell'Anduin e dell'Ithilien, e perciò ebbe quasi sempre una popolazione più numerosa; prima dell'arrivo delle navi di Elendil, comunque, il territorio era diviso in varie signorie feudali comandate da nobili Numenoreani e facenti parte dell'Impero Coloniale di Numenor.
Gondor come regno a sé stante e completamente indipendente fu fondato dopo la caduta di Numenor, come regno in esilio per i Dùnedain sopravvissuti all'Akallabeth.
All'epoca della fondazione, Gondor era semplicemente composto dall'Ithilien, dal Lebennin, dal Lossarnach e da parte dell'Anórien, comprese Osgiliath, Minas Anor e Minas Ithil.
I Dùnedain già residenti a Gondor accolsero pacificamente i fratelli superstiti della Caduta, ed insieme iniziarono la costruzione del Regno, arrivando fino ai confini di Mordor.
Sopravvissuto alla caduta di Nùmenor, Sauron andò in collera vedendo i suoi nemici vivi a farsi il loro regno addirittura davanti al suo. Così attese e riorganizzò le sue forze per attaccare i Dùnedain nel momento propizio. Nell'anno 3429 della Seconda Era, Sauron attaccò Minas Ithil e assediò Osgiliath. Tuttavia colpì troppo presto, perché il potere di Gil-Galad s'era accresciuto e cinque anni dopo, marciò assieme ad Elendil contro Sauron. Davanti alla piana del Morannon, avvenne la Battaglia di Dagorlad, in cui la vittoria andò all'alleanza tra gli uomini e gli elfi, anche se con gravi perdite. Tuttavia Sauron si rifugiò nella torre di Barad-dûr in tempo e così fu posta in assedio dai vincitori. Ma l'Oscuro Signore aveva a disposizione una moltitudine di dardi e proiettili e spesso i suoi orchi facevano delle piccole sortite notturne. Anárion cadde nel 3440 S.E. e l'anno dopo, Sauron stesso uscì a rompere l'assedio, scontrandosi con Elendil e Gil-Galad. Questi ultimi ne restarono uccisi e l'Oscuro Signore ferito, ma Isildur riusci a strappare il dito con l'Unico Anello dalla mano di Sauron, comportando così la prima caduta dell'Oscuro Signore e la fine della Seconda Era.

### La prosperità di Gondor

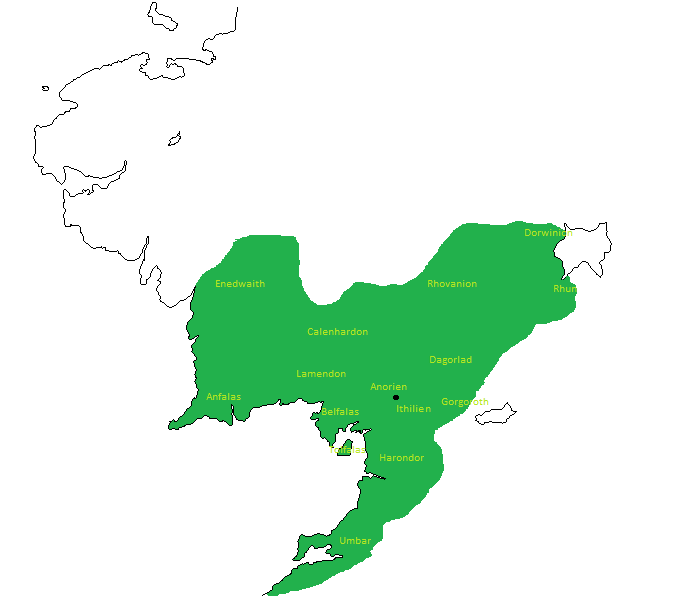
Il Regno di Gondor alla massima estensione e le sue regioni interne; notare l'inclusione della Piana di Gorgoroth e le coste di Umbar, sottomesse, perse e riconquistate più volte

Dopo la guerra contro Sauron, il potere e la prosperità di Gondor aumentarono: i Dùnedain prosperarono e, dal nucleo originario nella valle dell'Anduin, si sparsero sempre di più lungo la costa, colonizzando le verdi regioni di Anfalas e Belfalas, verso sud nell'Harondor (processo interrotto solo da un'invasione degli Esterling nel 492 della Terza Era), e anche nel Calenardhon e nel Rhovanion del sud, poco sopra Dagorlad, e continuarono a crescere per tutto il nono secolo.
Mentre il potere del reame fratello di Gondor, Arnor, arrivò all'apice, il momento di Gondor doveva ancora venire.
Gondor controllava anche numerose entità feudali vassalle del regno, come il Principato di Dol Amroth, fondato dal mezzelfo Galador, la Marca dell'Enedwaith ed il Principato di Harondor, tutte regioni abitate in maggioranza da Dunedain.

#### L'età d'oro di Gondor
La potenza di Gondor raggiunse l'età d'oro sotto i quattro "Re Navigatori", vale a dire:
1. Tarannon Falastur r. 840–913. Il primo dei quattro re, che morì senza figli
2. Eärnil I r. 913–936. Nipote di Tarannon
3. Ciryandil r. 936–1015
4. Hyarmendacil I (Ciryaher) r. 1015–1149. L'ultimo dei Re delle Navi.

Nel regno del potente re Hyarmendacil I (circa dodicesimo secolo T.E.) Gondor raggiunse l'apice del suo potere. Durante il regno di Hyarmendacil, i confini di Gondor raggiunsero la loro più ampia espansione.
Il reame si estendeva ad est fino al mare di Rhûn, a sud fino alle più vicine terre degli Haradrim, a nord fino al Bosco Atro, e a ovest fino ai confini di Arnor. Il suo esercito era immenso per numero e potenza.
Tale era la potenza di Gondor durante questo periodo, che la gente diceva per invidia: «Le pietre preziose a Gondor sono sassolini coi quali giocano i bambini».

### Il declino di Gondor
Ma dopo questo tempo, cominciò un lungo periodo di declino. Tre grandi calamità stroncarono Gondor durante il secondo millennio della Terza Era, e furono la principale causa del decadimento: la guerra civile, la grande epidemia e l'invasione dei Carrieri, una tribù degli Esterling.

#### LaLotta delle Stirpi
Nell'anno 1250 T.E. Minalcar mandò suo figlio Valacar nel Rhovanion come ambasciatore alla corte di re Vidugavia. Tuttavia, quando ritornò a Gondor, vi erano anche la moglie Vidumavi, il figlio Eldacar e un numeroso seguito di Uomini del Nord. I nobili Dùnedain guardavano con disprezzo il seguito di Valacar e credevano che la Stirpe dei Re fosse contaminata dal sangue degli uomini inferiori. Inoltre odiavano Eldacar perché nato in paese straniero e alla nascita chiamato Vinitharya. 
Eldacar, divenne re nell'anno 1432 della Terza Era e suo cugino Castamir, l'ammiraglio delle forze navali gondoriane, nipote di Calimehtar fratello di Minalcar, si rivoltò e assediò Osgiliath. La città fu devastata durante l'assedio di cinque anni, il grande ponte distrutto e il suo palantír disperso.Il figlio del re fu ucciso, e questi fuggì al nord. Castamir fu poi conosciuto come Castamir l'Usurpatore. Durante i dieci anni che seguirono, egli diede prova di essere crudele e spietato, e a causa del suo amore per la vecchia flotta, si interessò alle regioni costiere, mentre le province interne erano ignorate e abbandonate alla rovina. 
Allora, Eldacar tornò a Gondor con un'armata di Uomini del nord, e si unì a schiere di abitanti delle province interne, come Calenardhon, Anórien e Ithilien. La grande battaglia fra le armate del re e quelle di Castamir avvenne ai guadi dell'Erui, vicino Osgiliath. Eldacar uccise Castamir, vendicando il figlio maggiore Ornendil, e reclamò il suo trono, ma i figli di Castamir si salvarono e riuscirono a difendere Pelargir, poiché il re non aveva flotta da mandar loro contro. Quando ebbero radunato tutte le forze possibili, salparono verso Umbar, dove si unirono ai Corsari, e da qui continuarono a dare guerra a Gondor per molti anni, e solo durante il regno di Elessar, Gondor riuscì a sottomettere di nuovo la città.
La Lotta delle Stirpi provocò danni orribili. La maggior parte dei Dunedain di sangue puro morì o ripudiò il lignaggio; la linea di successione si inquinò irreparabilmente.

#### La Grande Epidemia
Più tardi, durante il regno di Telemnar, nipote di Eldacar, un altro male si abbatté su Gondor e su tutta la Terra di Mezzo: una grande epidemia, portata dai venti dell'Est, uccise il re e tutti i suoi figli, assieme a numerosi abitanti di Gondor, specialmente di Osgiliath. Allora, a causa della scarsità di popolazione, gli avamposti messi a guardia contro il ritorno del Male a Mordor furono abbandonati. Questi avvenimenti accaddero mentre l'Ombra si infittiva nel Bosco Atro, e mentre accadevano infausti avvenimenti segno del prossimo ritorno di Sauron.
Con la morte del re, anche l'Albero Bianco di Minas Anor avvizzì. Ma il successivo re, Tarondor, ripiantò un alberello, e inoltre spostò ufficialmente la capitale da Osgiliath a Minas Anor. Tarondor ebbe il regno più lungo di tutti i re di Gondor, ma non poté fare altro che riorganizzare il suo reame.
In questo periodo numerose Marche di confine del regno vengono abbandonate dai rappresentanti di Gondor, e di fatto divengono signorie in mano a signori della guerra locali o territori desolati e in via di spopolamento.

#### L'invasione dei Carrieri
Appena Gondor si riprese dall'epidemia, l'invasione dei Carrieri devastò il regno. Questi, sobillati dagli inviati di Sauron, attaccarono Gondor attorno al 1850 e gli attacchi perdurarono per oltre un secolo, tra vittorie e sconfitte da entrambi i lati. Dapprima i Carrieri vinsero nel 1856, uccidendo re Narmacil II nelle pianure a sud di Bosco Atro, mentre il figlio Calimehtar, vendicò il genitore nella piana di Dagorlad nel 1899. La svolta ci fu dopo il 1944, quando il capitano dell'armata del sud, Eärnil, sconfisse e sbaragliò il nemico nell'Ithilien, attaccando i Carrieri nel loro più grande accampamento e cacciandoli definitivamente da Gondor.

### La fine della linea di Anárion

#### Riunificazione rifiutata
Durante i regni di Araphant di Arnor e Ondoher di Gondor, i due reami strinsero patti e alleanze contro i servi di Sauron, e ciò fu culminato anche con il matrimonio tra Arvedui figlio di Araphant e Fíriel ultimogenita di Ondoher. Nel 1944 della Terza Era, Gondor fu attaccata da nord dagli Esterling e da sud dagli Haradrim. Ondoher e i suoi figli caddero davanti al Morannon e ci fu una crisi dinastica. Di conseguenza sia Arvedui, il genero di Ondoher e re di Arthedain ad Arnor, che il generale Eärnil, che discendeva da re Narmacil II, reclamarono il trono. I nobili Dunedain di Gondor elessero Eärnil, generale vittorioso sugli Haradrim nell'Ithilien meridionale e sui Carrieri vittoriosi del Nord nel loro accampamento, che divenne re col nome di Eärnil II. Ma Eärnil, non mancherà fede ad Arthedain e prometterà ad Arvedui gli aiuti necessari contro Angmar, ormai sempre più forte.

#### Gli ultimi re degli Uomini dell'Ovest
Durante la Battaglia di Fornost, l'erede di Eärnil, Eärnur, portò le forze di Gondor alla vittoria contro il Re Stregone di Angmar, il signore dei Nazgûl. Benché Eärnur sperasse di combattere con lui, quando egli gli si avvicinò, il cavallo dell'Uomo si spaventò e fuggì. Eärnur fu trascinato via, ma quando tornò, l'Elfo Glorfindel lo aveva fatto fuggire, e disse ad Eärnur: «Non lo inseguire. Lontano è ancora il suo destino, ed egli non cadrà per mano di un uomo». Re Arvedui morì, e suo figlio Aranarth divenne il primo Capitano dei Dúnedain, essendo il regno distrutto.
Ma durante questo tempo, nel 2002 T.E., la città sorella di Minas Anor, Minas Ithil, era stata catturata dagli Spettri dell'Anello, che vi si erano stabiliti e avevano rubato il palantír della Torre. Minas Ithil fu rinominata Minas Morgul, Torre del Terrore, e Minas Anor fu rinominata Minas Tirith, Torre di Guardia, a sorveglianza delle malefatte della torre gemella.
Quando, nel 2043, Eärnur ascese al trono di Gondor, il Re Stregone di Angmar lo sfidò a duello in Minas Morgul. Il sovrintendente Mardil riuscì a trattenere il re dall'andare incontro allo Stregone, ma quando, sette anni dopo, questi ripeté la sfida, nemmeno il sovrintendente riuscì a fermare Eärnur, che partì assieme ad alcuni compagni per accogliere la sfida. Di questi non si ebbe più notizia. Poiché non si ebbe testimonianza certa della morte del re e non si trovarono discendenti di sangue puro, con la morte di Eärnur ebbe fine la stirpe di Anárion in linea maschile. La linea di Isildur (discendente in via materna anche da Anárion) al nord continuò in segreto fino ad Aragorn, ma era stata precedentemente esclusa dalla successione per cui il potere passò per quasi un millennio alla casa dei sovrintendenti.

### I sovrintendenti

#### I sovrintendenti regnanti
Il posto del Re fu preso da una lunga discendenza ereditaria di sovrintendenti regnanti, che governò Gondor in nome del re, in attesa del suo ritorno.
Ogni nuovo sovrintendente che entrava in carica doveva giurare di «tenere lo scettro e regnare in nome del Re fino all'ora del suo ritorno»; ma ben presto le parole divennero un rituale, e i sovrintendenti non ci prestarono più caso: eppure ancora molti a Gondor speravano nel ritorno del re, e i sovrintendenti non sedettero mai sul trono, né portarono lo scettro, ma solo il bastone bianco, simbolo del loro incarico.
Gli ultimi sovrintendenti regnanti conosciuti furono Denethor II e suo figlio minore Faramir (dal momento che il maggiore, Boromir, membro della Compagnia dell'Anello, era stato ucciso dagli Uruk-hai di Saruman).

#### Pace Vigile e ritorno di Sauron
Nell'anno 2063 della Terza Era, lo stregone Gandalf cacció Sauron, allora non con tutto il suo potere e conosciuto come "Il negromante", dalla fortezza di Dol Guldur. Quest'evento diede inizio alla cosiddetta "Pace Vigile", un periodo lungo circa trecento anni dove i popoli liberi poterono avere il tempo di rafforzarsi e prepararsi a un nuovo ritorno dell'Oscuro Signore. Ma lui non era rimasto con le mani ferme, infatti riorganizzó le sue armate e le alleanze con Haradrim e Esterling e crebbe di nuovo in potenza. Nell'anno 2460 T.E., Sauron ritorna sulla Terra di Mezzo e nel 2475 i suoi Uruk, creati durante la Pace Vigile, attaccano l'Ithilien e Osgiliath. Inizialmente sbigottiti da queste creature, gli uomini di Gondor arretrarono con molte perdite, ma il comandante Boromir, figlio di Denethor I, riuscì a riorganizzare le sue forze e a cacciare il nemico da dove era venuto. La battaglia era vinta dunque dalle forze del bene, anche se Osgiliath era caduta in rovina e Boromir ferito dalla Lama Morgul del Re Stregone. Boromir morì nel 2489 a causa di questa ferita.

#### Gondor e Rohan
Nel 2510 della Terza Era, quando il Sovrintendente Cirion prese il potere di Gondor, la nazione attraversava uno dei più grandi pericoli della sua storia: la tribù Esterling dei Balchoth invase Gondor con una grande forza. Essendo la popolazione del Calenardhon assai ridotta, per il sovrintendente era difficile difendere la linea del fiume Anduin. Allora Cirion inviò soccorsi a nord, ma invano, poiché i Balchoth avevano ormai attraversato l'Anduin travolgendo i difensori. Un esercito venne deviato a sud, verso il Limterso, dove fu attaccato da una schiera di Orchi delle Montagne Nebbiose. In quel mentre giunsero da nord aiuti inaspettati, e per la prima volta a Gondor si udirono i corni dei Rohirrim. Eorl il Giovane, venuto coi suoi cavalieri, disperse gli Orchi e i Balchoth sui Campi del Calenardhon. Cirion allora donò a Eorl quel territorio, e questi giurò di difendere Gondor in caso di bisogno. Il Calenardhon cambiò nome e venne chiamato Rohan, nome che deriva dal nome "Rohirrim", "signori dei cavalli". 

#### Il lento declino
Due secoli dopo, Gondor fu di nuovo sotto assedio. Nel 2758 della Terza Era, durante il Lungo Inverno, tre grosse flotte di corsari di Umbar e Haradrim attaccarono e sbarcarono in diversi punti fino ad arrivare alla foce dell'Isen. I Rohirrim non poterono accorrere, perché le truppe dei Dunlandiani di Wulf avevano attaccato in massa Rohan e costretto il re Helm Mandimartello a ritirarsi nella fortezza di Aglarond. Ma a Gondor le cose non andarono così male e, prima dell'arrivo della primavera, il Sovrintendente Beren scacciò gli invasori e mandò suo figlio Beregond a soccorrere Rohan. Durante l'incoronazione di Fréalaf, nipote di Helm, lo stregone Saruman riapparve dopo lungo tempo e si propose come guardiano di Isengard, cosa che a Beren e a Fréalaf fece molto piacere, perché speravano che aiutasse a guarire i regni dall'Inverno. Nell'anno 2885 gli Haradrim attaccarono di nuovo e Rohan questa volta accorse. Ai guadi del Poros vi fu una grande battaglia dove gli Haradrim ne uscirono sconfitti, ma riuscirono a uccidere i principi Fastred e Folcred, figli di re Folcwine di Rohan. Nel 2901, gli orchi di Mordor uscirono in forze e devastorono l'Ithilien, costringendo la maggior parte degli abitanti a fuggire.
Nell'anno 2951, Sauron ritorna definitivamente e pubblicamente a Mordor e due anni dopo, Saruman prese possesso di Isengard. Quello stesso anno, morì il ventiquattresimo Sovrintendente Turgon e suo figlio Ecthelion, benché fosse una persona benevola e saggia, capì che non poteva opporsi da solo e a lungo contro il Nemico. Così mandò a chiamare tutti i valorosi della Terra di Mezzo. Durante il suo regno si distinse il giovane ramingo Thorongil (in realtà Aragorn), che fermò l'avanzata di Mordor e dei Corsari, riuscendo addirittura a sconfiggerli in una dura battaglia a Pelargir nel 2980. 
Nell'anno 2984, morì Ecthelion e salì suo figlio Denethor, il quale si rese conto che l'assalto finale di Sauron a Gondor sarebbe avvenuto durante la sua reggenza e, confidando nella sua grande forza di volontà, guardò nel Palantìr di Minas Anor, cosa che non avrebbe fatto nemmeno il re Eärnur per via della pietra in mano a Sauron, per scoprire i piani del Nemico e i fatti che accadevano nel suo regno. Perfino l'Oscuro Signore cercò di controllare il Sovrintendente, ma Denethor era forte e non si fece piegare. Tuttavia, a causa di questo utilizzo, Denethor invecchiò precocemente e crebbero in lui orgoglio e disperazione.

### La guerra dell'Anello

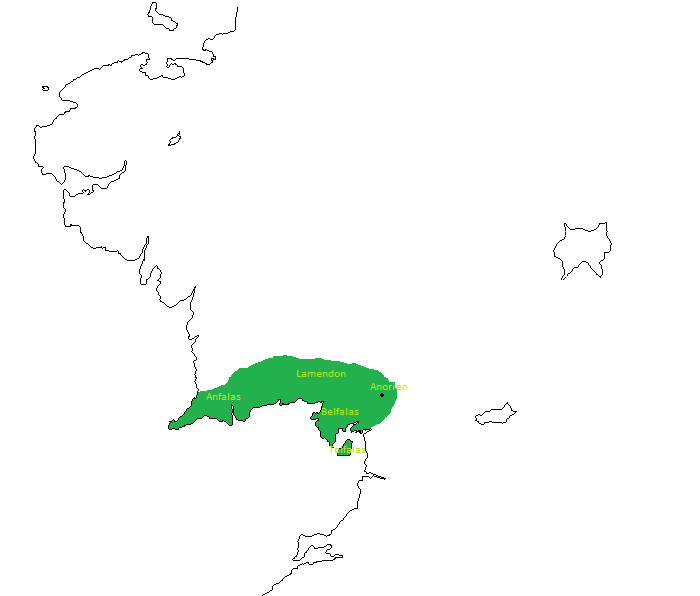
Il Regno di Gondor alla soglia della Guerra dell'Anello

All'inizio della guerra dell'Anello, Gondor controllava un territorio che era solo una piccolissima parte rispetto al periodo di massimo splendore ed espansione: il potere di Minas Tirith si esercitava sulle regioni dell'Anórien, del Lebennin, di Dol Amroth, di Anfalas e del Lossarnach, riducendo sostanzialmente le terre del regno ai territori a sud dei Monti Bianchi, escluso l'Anórien, le uniche ancora abitate dai Dunedain.
Rohan rimaneva ufficialmente ancora vassallo di Gondor, ma da alcuni decenni i due regni si erano sostanzialmente estraniati e i rapporti erano molto radi.
Nel 3019 Gondor subì un grande attacco alla sua capitale, Minas Tirith, nella battaglia dei Campi del Pelennor. Lo schieramento nemico era formato da Orchi, Haradrim, Esterling e Variag (che sarebbero dovuti essere usati per il saccheggio della città), e Corsari di Umbar, sconfitti però dall'esercito dei Morti guidato da Aragorn. La città aveva come alleati meno di tremila guerrieri dei Feudi del Sud, tra cui l'esercito di Imrahil Dol Amroth. Durante la battaglia, quando Grond distrugge il Cancello della Città, Gandalf è l'unico ad attendere e affrontare il signore dei Nazgûl. Quando i gondoriani erano vicini alla sconfitta, i Rohirrim giunsero, inaspettati come la prima volta, e spinsero gli orchi verso il fiume. I Rohirrim subirono gravi perdite, ma all'ultimo momento giunse sul campo di battaglia Aragorn al comando di un esercito conquistato nei porti a sud.
I giorni successivi Aragorn, con al seguito un esercito di poche migliaia di uomini, marciò fino ad arrivare al Nero Cancello. Con la distruzione dell'Anello da parte di Frodo e la conseguente sconfitta di Sauron, la dinastia dei re risorse, e Aragorn, col nome di Elessar, divenne Re dei Regni Riuniti di Gondor e Arnor.
Faramir, l'ultimo erede dei sovrintendenti regnanti, mantenne l'ufficio di sovrintendente e fu nominato principe dell'Ithilien, appena riconquistato.
Con l'inizio del regno di Elessar e della Quarta Era, i Dùnedain di Gondor ricominciarono a prosperare e ad aumentare di numero, ricolonizzando lentamente le regioni un tempo floride e prospere che furono abbandonate e lasciate disabitate nei secoli dell'Ombra.

## Geografia

### Anórien
L'Anórien (in Rohirric Sunlending) costituisce un territorio lungo e stretto che comprende le valli settentrionali degli Ered Nimrais; i suoi confini sono costituiti dal Rivo Mering a ovest, dalle foci dell'Entalluvio a nord e dall'Anduin a est.
Il suo nome è in Sindarin e significa "Terra del Sole". Attraversato dalla Strada Occidentale che conduce all'antico regno di Arnor, appartiene a Gondor ed è l'unica parte del Calenardhon che non fu donata agli Éothéod (gli antenati dei Rohirrim) per formare il regno di Rohan.
L'unica città menzionata nella regione è Minas Tirith.
Entro i confini dell'Anórien è situata la Foresta Drúadana, denominata Tawar-in-Drúedain in Sindarin. Si tratta di un'ampia foresta estesa sui fianchi settentrionali dei Monti Bianchi, abitata nella Terza Era da quanto rimaneva dell'antico popolo silvano dei Drúedain.
La popolazione dell'Anórien si schierò al fianco del re deposto Eldacar nel corso della Lotta delle Stirpi che dilaniò Gondor fra il 1432 e il 1447 T.E.

### Anfalas
È una regione costiera che si estende tra i fiumi Lefnui e Morthond, a sud delle Pinnath Gelin. Risulta essere una zona scarsamente popolata e senza città importanti. Durante la Guerra dell'Anello la gente dell'Anfalas venne attaccata dai corsari di Umbar.
Nel Signore degli Anelli è riportato che in occasione della Guerra dell'Anello vennero mandati in aiuto di Minas Tirith "un gran numero di Uomini d'ogni genere, cacciatori e pastori e abitanti di piccoli villaggi, scarsamente equipaggiati
ad eccezione della scorta privata del loro sire Golasgil".
La traduzione del termine Sindarin Anfalas è "lunga spiaggia", e in Ovestron è detta Rivalunga.

### Dor-en-Ernil
Il Dor-en-Ernil costituisce un feudo di Gondor. I suoi confini non sono dichiarati da Tolkien, ma secondo il figlio Christopher, esso è esteso sugli altopiani della penisola di Belfalas, quindi delimitato ad ovest dal fiume Ringlò e ad est dal fiume Serni.
Il feudo (il cui nome significa Terra del principe) al suo interno contiene la penisola di Belfalas con la sua capitale, Dol Amroth, sede del Principe, che regna su queste terre per conto del re di Gondor.
Il territorio è abitato da gente di origine numenoreana fin dalla Seconda Era.

#### Belfalas
Belfalas, o Grande Costa, è situata nel sud del regno di Gondor e costituisce una parte del Dor-en-Ernil, la Terra del Principe. Il Principe in questione è il Signore di Dol Amroth, il quale viveva nell'omonima città, capitale del feudo.
A sud si trova un'enorme baia che prende il nome di Baia di Belfalas, nella quale sfocia tra gli altri l'Anduin.
All'inizio del secondo millennio della Terza Era, un certo Imrazôr il Númenóreano viveva in questa regione e vi governava. Egli sposò Mithrellas, un'Elfa Silvana di Lórien, e il loro figlio Galador divenne il primo Principe di Dol Amroth.
Il Belfalas fu anche la dimora di un antico porto Elfico denominato Edhellond.
Durante la Guerra dell'Anello, il Belfalas venne attaccato più volte dai Corsari di Umbar, alleati di Sauron, e pertanto non poté inviare molti uomini per aiutare la difesa di Minas Tirith. In effetti, inizialmente solo Imrahil Principe del Dol Amroth e la sua guardia personale giunsero in soccorso di Minas Tirith. Dopo che Aragorn ebbe liberato la costa di Belfalas grazie all'aiuto della Grigia Compagnia, tutti i cavalieri della regione lo seguirono finalmente alla volta della Battaglia dei Campi del Pelennor.
La baia di Belfalas, si trovava ad est del grande golfo che separava il Beleriand dalle terre del sud durante la Prima Era. Dopo i grandi sconvolgimenti seguiti alla fine della Prima Era, durante i quali il grande mare sommerse il Beleriand, la Baia, si venne a trovare nella posizione attuale, estendendosi dal promontorio di Andrast, alla foce dell'Anduin, fino alle terre del sud vicino alla città di Umbar. Nella zona meridionale della baia, vicino alla città di Umbar, le molteplici insenature, offrivano sicuro riparo ai corsari per le loro incursioni nella zona settentrionale. Nella baia sfociano molti fiumi, piccoli o grandi, creando tante baie e insenature minori. Il principale è l'Anduin, che crea un grande estuario di fronte al quale si innalza l'isola rocciosa di Tolfalas. Altri fiumi sono:
- Lefnui
- Blackroot
- Ciril
- Ringlò
- Gilrain dopo essersi unito al fiume Serni
- Harnen

### Ithilien

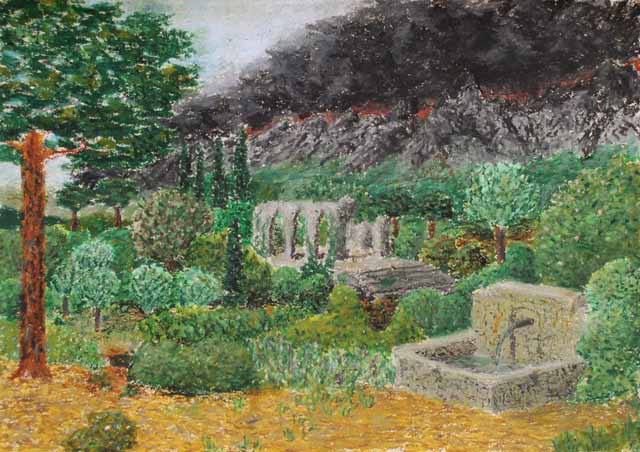
Dipinto raffigurante queste terre con i confini Mordor

È una regione compresa tra i fiume Anduin e gli Ephel Dúath di Mordor. La regione è, inoltre, ulteriormente divisa tra Nord Ithilien e Sud Ithilien, divise da una linea immaginaria all'altezza di Osgiliath. Il nome significa, in Sindarin, "Terra della Luna".
Fu una terra fertile e prosperosa per tutta la Seconda Era, fino alla prima parte della Terza, piena di boschi e giardini, quando Gondor era ancora potente e Mordor era deserto. La città più importante, allora, era Minas Ithil ("Torre della Luna", in Sindarin), che fu però conquistata nel 2002 T.E. dalle forze di Mordor, e rinominata Minas Morgul ("Torre della Negromanzia"). Nel 2475 la Pace Vigile fu rotta, e gli Orchi di Mordor uscirono dalla città conquistata, devastando la provincia; anche se il Sovrintendente Boromir I sconfisse le orde di Mordor, le incursioni continuarono, più o meno saltuariamente fino alla Guerra dell'Anello. Nel 2901 queste incursioni divennero così gravi che le poche persone rimaste ad abitare la regione fuggirono oltre l'Anduin, e Gondor si ritirò dalla provincia. Comunque i Sovrintendenti di Gondor mantennero degli esploratori nell'Ithilien, i Raminghi dell'Ithilien, creando alcuni avamposti segreti, come quello di Henneth Annûn, che furono costruiti poco dopo il 2901; ma quando, nel 2954 il Monte Fato ricominciò a bruciare, i pochi contadini ancora rimasti andarono ad ovest, lasciando i Raminghi soli contro la schiacciante superiorità del nemico.
Ne Il Signore degli Anelli, Gollum conduce Frodo e Sam attraverso l'Ithilien per condurli al passo di Cirith Ungol, sugli Ephel Dúath. Attraversando la regione, i tre assistono ad una battaglia tra dei Sudroni provenienti dall'Harad e alcuni Raminghi dell'Ithilien, sotto il comando di Faramir, figlio del Sovrintendente Denethor; catturati da questi ultimi, Frodo, Sam e Gollum, una volta convinto Faramir di non essere spie di Mordor, continuano il loro cammino. Anche durante il dominio di Sauron, l'Ithilien è descritta come una terra meno aspra di Mordor, poiché una volta era una terra abitata dagli Uomini, in cui cresce ancora della macchia e vivono ancora animali (come la coppia di conigli che sarà catturata da Gollum).

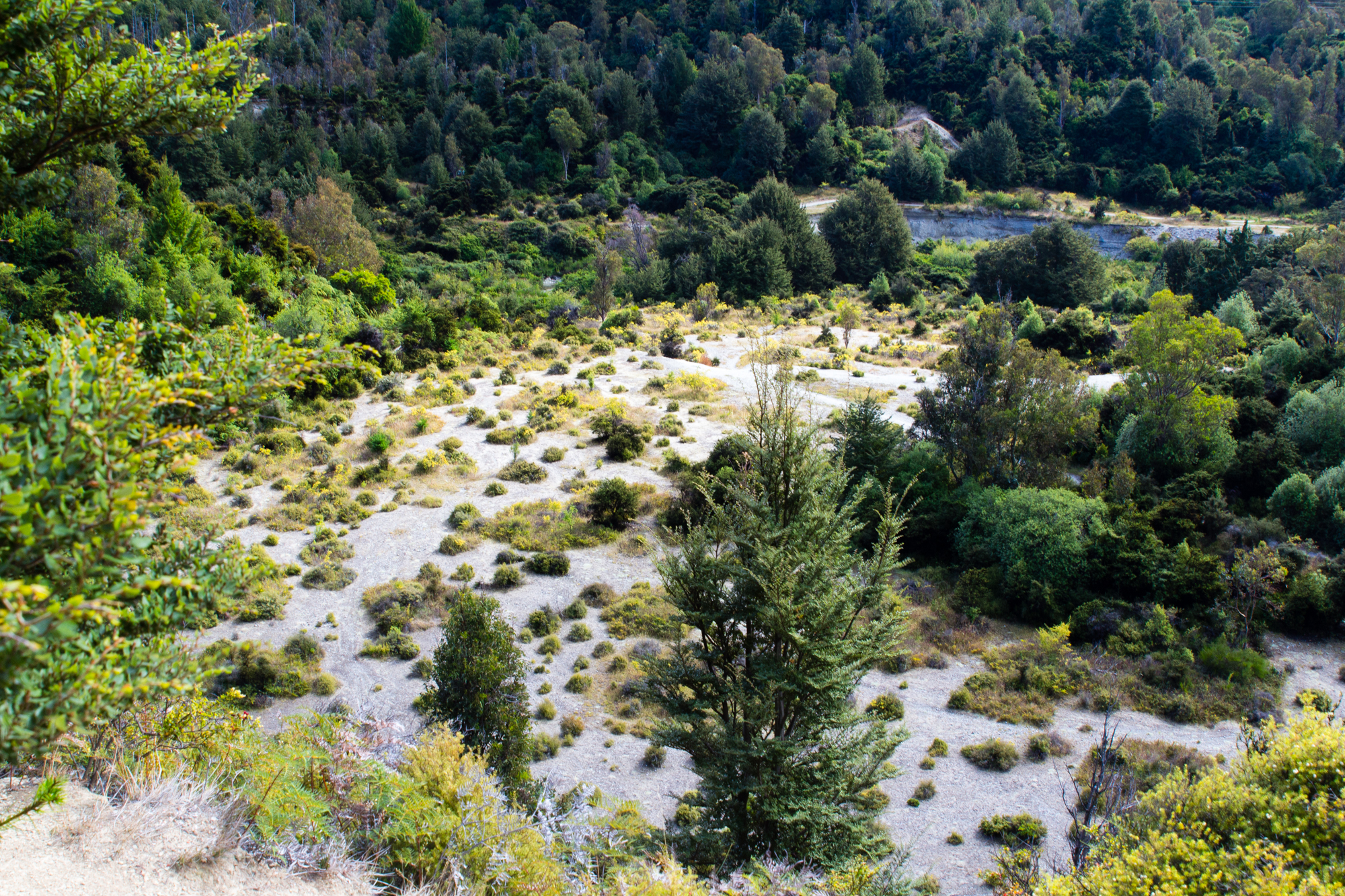
Location dell'Ithilien nell'adattamento cinematografico di Peter Jackson, situato vicino Queenstown

Durante la Quarta Era, l'Ithilien era governato dai Principi dell'Ithilien, una linea che ebbe inizio con Faramir ed Éowyn, la Bianca Dama dell'Ithilien. Minas Morgul non venne ripopolata, e Faramir regnò su tutta la regione, oltre che come "Principe", anche come Signore di Emyn Arnen. Nell'Ithilien, inoltre, si stabilì una colonia di Elfi, che ebbero un ruolo molto importante nella ricostruzione della parte orientale di Gondor, guadagnandosi così il rispetto e la gratitudine di Re Elessar. La colonia, comunque, durò pochi anni, poiché nel 120 Q.E., alla morte del Re, molti elfi si imbarcarono per Valinor, lasciando la Terra di Mezzo.

#### Cair Andros
È un'isola fluviale che si trova tra la città di Osgiliath e la confluenza dell'Entalluvio con l'Anduin, circa 40 miglia a nord della città. Il suo nome in Sindarin significa isola dalla lunga scia perché la parte settentrionale dell'isola, per via delle rocce a strapiombo che si innalzano dalle acque, assomiglia alla prua di una grande nave che separa i flutti creando una grande scia di schiuma.
Quando l'Ithilien cadde per mano degli orchi di Mordor, l'allora Sovrintendente Túrin II decise la sua fortificazione per difendere l'Anórien dalla minaccia di invasione delle forze nemiche.
Durante la guerra dell'Anello, l'isola di Cair Andros, era il collegamento tra la parte occidentale del regno e le basi segrete dei raminghi del sud nell'Ithilien, tra le quali spiccava Henneth Annûn. Sull'isola sostò anche Faramir durante il suo viaggio che dall'Ithilien lo avrebbe portato a Minas Tirith. Dopo la vittoriosa battaglia dei Campi del Pelennor, durante la marcia verso il Nero Cancello, qui vi furono mandati da Aragorn tutti coloro che non riuscirono a proseguire la marcia per la paura provocata in loro da Mordor e dai Nazgûl.

#### Henneth Annûn
Era un avamposto di Gondor, ed era nascosto nell'Ithilien del nord. Durante la Guerra dell'Anello, Faramir figlio di Denethor II stabilì in questo luogo la base delle operazioni, e sempre qui Frodo e Sam furono portati una volta catturati durante il loro viaggio.
Questa dimora segreta, il cui nome significa Finestra del Tramonto, consisteva di una caverna, la cui entrata (rivolta, appunto, ad occidente) era nascosta da una cascata, che formava ai suoi piedi una piccola polla. La grotta era stata scavata centinaia di anni prima dal fiume che adesso alimentava le cascate, il quale originariamente cadeva dal buco che allora costituiva la "finestra"; in seguito il fiume aveva deviato il suo corso, lasciando libera la grotta, e rendendone quasi invisibile l'entrata.
Come tutti i rifugi gondoriani nascosti nell'Ithilien, Henneth Annûn fu creato dal Sovrintendente Túrin II, circa nel 2900 T.E., dopo che l'Ithilien aveva cominciato ad essere attaccato spesso dalle incursioni degli Orchi di Mordor.

### Lamedon
È una regione montuosa, situata vicino a Erech.
Sembra che non abbia città, o insediamenti rilevanti, tuttavia nel Ritorno del Re c'è un vago accenno che abbia una popolazione rilevante(A capo di un gran numero di prodi provenienti dal Lebennin, dal Lamedon, e dai feudi del Sud)
Prima della battaglia dei campi del Pelennor, arrivano da qui "pochi montanari truci, senza un capitano"
Durante la Guerra dell'Anello, è governata da Angbor

### Lebennin
Si trova a sud di Minas Tirith, tra gli Ered Nimrais e il delta dell'Anduin.
Il suo nome significa (Terra dai) Cinque Fiumi, a causa dei fiumi che vi scorrono (Erui, Celos, Sirith, Serni, Gilrain), ed è stato uno dei più fedeli feudi di Gondor. La città più grande della regione è Pelargir.
Il Lebennin è largamente popolato da Uomini di sangue misto; molti di loro fanno risalire le loro origini agli antichi "Uomini delle Montagne", popolazione che venne cacciata dai Monti Bianchi ad opera dei Númenóreani.
Durante la Guerra dell'Anello, il Lebennin non inviò molti Uomini all'assedio di Minas Tirith, poiché si trovava sotto assedio da parte dei Corsari di Umbar. La regione fu salvata da Aragorn, che tornava dai Sentieri dei Morti con il suo esercito di fantasmi delle montagne.

### Lossarnach
Conosciuta anche come Valle dei fiori, era una fertile regione che si estendeva a sud della catena dei Monti Bianchi. Era inoltre la regione più vicina alla città più importante del regno durante la Guerra dell'Anello, ovvero Minas Tirith. Il Lossarnach era popolato da genti di diversa cultura, tradizione e discendenza, sebbene la maggior parte di essi fosse più bassa di statura e di pelle leggermente più scura rispetto agli altri abitanti di Gondor.
Verso la fine della Terza Era il Signore del Lossarnach era Forlong il Grasso, il quale guidò duecento guerrieri in soccorso a Minas Tirith. Forlong venne ucciso nella Battaglia dei Campi del Pelennor, ma molti dei suoi accompagnarono il futuro sovrano Aragorn fino al Nero Cancello ai confini della Terra Nera di Mordor, sebbene molti non fossero altro che contadini o pastori.
Il Lossarnach era popolato da molti rifugiati dell'Ithilien e di Osgiliath, antica capitale di Gondor. Durante la Guerra dell'Anello, la maggior parte delle donne e dei bambini di Minas Tirith vennero mandati nel Lossarnach lontano dalla guerra.
Oltre a Forlong, altri abitanti del Lossarnach menzionati da Tolkien sono la vecchia pettegola Loreth, che prestava servizio nelle Case di Guarigione di Gondor, e Morwen, moglie di Thengel Re di Rohan e madre di Théoden.

### Pelennor

Gandalf cavalca Ombromanto attraverso i campi del Pelennor alla volta di Minas Tirith nell'adattamento cinematografico di Peter Jackson

Il suo nome significa "Terra del recinto" in Sindarin ed è dovuto al fatto che il vallo di Rammas Echor lo circonda interamente e lo difende dalle scorrerie delle truppe di Mordor.
Si tratta della pianura coltivata situata tra la città di Minas Tirith ed il grande fiume Anduin, che rappresenta uno dei luoghi più densamente abitati del decadente regno di Gondor. I resti della popolazione, di ascendenza númenoreana, infatti, vi si sono rifugiati con il passare dei secoli, in cerca della sicurezza offerta dalle poderose mura della vicina capitale.
In questa pianura ebbe luogo, tra le altre cose, la battaglia dei Campi del Pelennor, fase decisiva della guerra dell'Anello, combattuta tra gli Uomini dell'Ovest e le forze di Sauron guidate dal re Stregone di Angmar.
Il Rammas Echor è una cinta difensiva fatta erigere da Ecthelion II a difesa dei Campi del Pelennor da possibili attacchi di Sauron da Mordor, è lunga 10 leghe, e, nonostante sia molto importante, la sua guarnigione non fu mai al completo.È fatta di semplice roccia, a differenza delle mura di Minas Tirith.Ne Il Signore degli Anelli, Rammas Echor viene rasa al suolo dall'esercito di Sauron durante la battaglia dei Campi del Pelennor.

### Regioni controllate nel passato
Gondor ha posseduto varie altre regioni in vari momenti della sua storia, come il Calenardhon, il Harondor, l'Enedwaith, il Rhovanion, il Harad del Nord, Umbar, Mordor, Khand e alcuni porti costieri a sud dell'Harad.

#### Calenardhon
Il Calenardhon è una regione di pianure e basse colline a nord di Gondor; agli inizi della Terza Era, con la diminuzione del potere dei Dunedain, la regione era quasi disabitata dai numenoreani, e venne pian piano colonizzato dai Dunlandiani, una popolazione proveniente dalla regione del Dunland, a nordest, oltre le Montagne Nebbiose.
Quando il Sovrintendente Cirion salì sul trono di Gondor, la tribù Esterling dei Balchoth attaccò il regno, invadendo le pianure di Calenardhon; Cirion mandò messaggi di aiuto agli antichi alleati di Gondor, compresi gli Éothéod, chiedendo aiuto per la difesa dei confini.
Eorl il Giovane, capo degli Éothéod, rispose alla chiamata, e aiutò Gondor a battere i Balchoth nella Battaglia del Campo di Celebrant. Come ricompensa, Cirion donò tutta la regione del Calenardhon ad est del fiume Isen a Eorl, causando il malumore dei Dunlandiani.
Dopo che gli Éothéod si furono stabiliti nel Calenardhon, questa terra divenne conosciuta col nome di Rohan, o di Riddermark, e gli Éothéod divennero i Rohirrim.
Pochissimi Dùnedain abitavano nella regione prima della migrazione dei Rohirrim, e vennero assorbiti nella loro cultura.

#### Harondor
Il nome significa Gondor Meridionale ed indica tutte le terre delimitate a Nord dal fiume Poros e dalla foce dell'Anduin, ad Est dagli Ephel Dúath, a Sud dal fiume Harnen e ad Ovest dalla Baia di Belfalas.
Si tratta di una terra di confine, inizialmente creata Principato da Re Tarannon, fu in seguito sempre al centro degli interessi del Regno di Gondor ormai in declino e delle genti dell'Harad. Se a lungo essa è stata popolata da Dunedain, ad un certo punto, a seguito delle continue scorrerie, si è spopolata ed ha perso importanza. All'epoca della Guerra dell'Anello, la regione era ormai totalmente controllata dagli alleati di Sauron, sebbene vi fossero ancora un buon numero di insediamenti e villaggi dei Dunedain.
Dopo la Guerra dell'Anello, Aragorn divenuto Elessar, Re del Regno Riunito invia il suo esercito a sud, riconquistando questa regione insieme a Umbar.

## Città e fortezze di Gondor
- Calembel
- Dol Amroth, città sulla baia di Belfalas
- Erech, fortezza di Gondor, abbandonata alla fine della Terza Era
- Ethring
- Linhir
- Minas Tirith (Minas Anor), la Città dei Re
- Osgiliath, città e antica capitale di Gondor, distrutta e abbandonata alla fine della Terza Era, ma probabilmente il re Elessar la ricostruì agli inizi della Quarta Era
- Pelargir, il grande porto del sud, sotto il controllo dei Corsari durante la guerra dell'Anello, e successivamente riconquistata da Gondor
- Tarnost

Inoltre, Gondor possedeva questi avamposti:
- Amon Hen e Amon Lhaw sugli Emyn Muil, probabilmente forniti di una piccola guarnigione
- Angrenost, la fortezza di Isengard, più tardi presa da Saruman, distrutta dagli Ent durante la guerra dell'Anello
- Aglarond, la fortezza gondoriana, poi conosciuta come Fosso di Helm
- La fortezza che guardava il passo di Cirith Ungol
- Durthang, la fortezza più grande a Mordor, costruita per sorvegliare l'Ephel Dúath
- Minas Ithil, conquistata da Mordor e rinominata Minas Morgul, riconquistata da Elessar durante la Guerra dell'Anello, ma rimasta disabitata
- Tharbad al nord
- Umbar, il lontano porto númenóreano del sud, che fu perduto e reclamato molte volte, sottomesso definitivamente da Elessar

### Colli-faro
I colli-faro sono un sistema d'allarme costruito a difesa di Gondor nella tarda Terza Era dai sovrintendenti. Sono postazioni permanenti costruite su dei picchi dei Monti Bianchi, controllate giorno e notte da alcuni uomini di Gondor, contenenti dei messaggeri a cavallo e dei fuochi che in caso di pericolo potevano essere inviati o accesi per avvisare e richiamare gli alleati. Vengono menzionati sette colli-faro, posti su altrettanti colli a nord dei Monti Bianchi: Amon Dîn, Eilenach, Nardol, Erelas, Min-Rimmon, Calenhad e Amon Anwar.  Ne Il Signore degli Anelli i fuochi vengono accesi per richiedere l'aiuto dei rohirrim quando Minas Tirith è cinta d'assedio.

## Simboli di Gondor

Bandiera dei re di Gondor

Stemma dei re di Gondor

L'emblema del regno, che veniva portato anche su uniformi, scudi e armature, era una raffigurazione dell'Albero Bianco di Gondor su sfondo nero; la bandiera, però, veniva esposta sulla Cittadella (la parte più alta di Minas Tirith) solo nei periodi in cui a Gondor regnava il Re: lo stendardo nero, stemma della Casa di Elendil, presentava l'Albero Bianco, sormontato da sette stelle (simboleggianti i palantíri) e dalla corona alata.
I Sovrintendenti, invece, esponevano una bandiera bianca o color argento, e il sigillo era formato dalle lettere «R.ND.R» (consonanti di Arandur "servo del re") sormontate da tre stelle.
I principi di Dol Amroth avevano uno stendardo raffigurante un cigno d'argento (forse a ricordo delle barche di Lórien, e delle origini elfiche della casata).

## Re di Gondor
La seguente è una lista dei Re di Gondor, un reame di Arda, l'universo immaginario fantasy creato dallo scrittore inglese J.R.R. Tolkien.
Fino al 3319 S.E., Gondor era soltanto uno dei possedimenti númenóreani nella Terra di Mezzo, ed era amministrato direttamente dai re dell'isola. Successivamente all'Akallabêth, Elendil, figlio di Amandil, fu incoronato re di Gondor, in quanto da parte di padre era imparentato con i Signori di Andúnië, e quindi, attraverso l'antenata Silmariën, con gli antichi re di Númenor.
Di seguito sono elencati tutti i Re di Gondor, da Elendil fino all'inizio della Quarta Era, compreso il periodo di vuoto di potere che intercorse tra re Eärnur e re Elessar, dovuto alla creduta estinzione della stirpe dei re, e durante il quale furono i Sovrintendenti a regnare.
| Legenda                     |
| --------------------------- |
| Re Navigatori               |
| Fine della Linea di Anárion |

| #                           | Nome                          | Regno              |
| --------------------------- | ----------------------------- | ------------------ |
| I                           | Elendil                       | 3320 – 3441 S.E.   |
| II                          | Isildur                       | 3441 S.E. – 2 T.E. |
| III                         | Meneldil                      | 2 – 158 T.E.       |
| IV                          | Cemendur                      | 158 – 238 T.E.     |
| V                           | Eärendil                      | 238 – 324 T.E.     |
| VI                          | Anardil                       | 324 – 411 T.E.     |
| VII                         | Ostoher                       | 411 – 492 T.E.     |
| VIII                        | Rómendacil I (Tarostar)       | 492 – 541 T.E.     |
| IX                          | Turambar                      | 541 – 667 T.E.     |
| X                           | Atanatar I                    | 667 – 748 T.E.     |
| XI                          | Siriondil                     | 748 – 840 T.E.     |
| XII                         | Tarannon (Falastur)           | 840 – 913 T.E.     |
| XIII                        | Eärnil I                      | 913 – 936 T.E.     |
| XIV                         | Ciryandil                     | 936 – 1015 T.E.    |
| XV                          | Hyarmendacil I (Ciryaher)     | 1015 – 1149 T.E.   |
| XVI                         | Atanatar II                   | 1149 – 1226 T.E.   |
| XVII                        | Narmacil I                    | 1226 – 1294 T.E.   |
| XVIII                       | Calmacil                      | 1294 – 1304 T.E.   |
| XIX                         | Rómendacil II (Minalcar)      | 1304 – 1366 T.E.   |
| XX                          | Valacar                       | 1366 – 1432 T.E.   |
| XXI                         | Eldacar (Vinitharya)          | 1432 – 1437 T.E.   |
| XXII                        | Castamir                      | 1437 – 1447 T.E.   |
| XXI                         | Eldacar                       | 1447 – 1490 T.E.   |
| XXIII                       | Aldamir                       | 1490 – 1540 T.E.   |
| XXIV                        | Hyarmendacil II (Vinyarion)   | 1540 – 1621 T.E.   |
| XXV                         | Minardil                      | 1621 – 1634 T.E.   |
| XXVI                        | Telemnar                      | 1634 – 1636 T.E.   |
| XXVII                       | Tarondor                      | 1636 – 1798 T.E.   |
| XXVIII                      | Telumehtar (detto Umbardacil) | 1798 – 1850 T.E.   |
| XXIX                        | Narmacil II                   | 1850 – 1856 T.E.   |
| XXX                         | Calimehtar                    | 1856 – 1936 T.E.   |
| XXXI                        | Ondoher                       | 1936 – 1944 T.E.   |
| -                           | Fíriel                        | -                  |
| XXXII                       | Eärnil II                     | 1945 – 2043 T.E.   |
| XXXIII                      | Eärnur                        | 2043–2050 (?) T.E. |
| -                           | Sovrintendenti di Gondor      | 2050 - 3019 T.E.   |
| XXXIV                       | Elessar (Aragorn II)          | 3019 – 120 Q.E.    |
| XXXV                        | Eldarion                      | 120 - ? Q.E.       |
| Albero Genealogico completo |                               |                    |

Elendil fu il primo Re di Arnor, e lasciò il trono al figlio Isildur. Elendil governò su entrambi i reami, di Gondor e di Arnor, in qualità di Alto Re dei Dúnedain in esilio. Alla morte di Elendil, però, i domini dei numenoreani furono divisi: a Meneldil figlio di Anárion fu assegnato il regno di Gondor, a Isildur quello di Arnor (morì prima di tornare nel suo regno e lo scettro passo all'unico suo figlio superstite Valandil) . Di conseguenza, d'ora in poi le due corone furono divise, fin quando Elessar non le riunì nuovamente sotto di sé.
Eärnur, l'ultimo dei re di Gondor, scomparve dopo aver accettato la sfida lanciatagli dal Re Stregone di Angmar e non fu mai più rivisto; poiché non aveva avuto figli prima della tragedia, e non trovandosi un erede abbastanza stretto, il potere a Gondor passò ai Sovrintendenti.
Non è risaputo se Eldarion, in quanto mezzelfo, insieme alle sue sorelle, abbia avuto anch'egli la scelta di seguire il destino degli uomini o degli elfi, potendo così raggiungere le terre immortali.